# Wereldkampioenschap curling gemengd
Het wereldkampioenschap curling voor gemengde landenteams is een jaarlijks curlingtoernooi, dat in 2015 voor het eerst werd gehouden.

## Geschiedenis
In 2004 besloot de European Curling Federation tot de oprichting van het EK voor gemengde landenteams, bestaande uit twee mannen en twee vrouwen. Tot een WK kwam het echter niet. Vier jaar later besloot de toenmalige World Curling Federation (WCF) evenwel om een WK gemengddubbel op te richten voor teams van één man en één vrouw. In september 2014 besloot de algemene vergadering van de WCF om het EK voor gemengde landenteams op te heffen en te vervangen door een wereldkampioenschap. In januari 2015 werd duidelijk dat de eerste editie zou plaatsvinden in het Zwitserse Bern, van 12 tot en met 19 september 2015. Uiteindelijk won Noorwegen de eerste wereldtitel, door in de finale Zweden te verslaan. China vervolledigde het podium. Een jaar later vond het WK plaats in Rusland. Het gastland kroonde zich tot wereldkampioen, Zweden werd wederom tweede, en Schotland ging met brons naar huis. In 2017 vond het WK voor een tweede maal plaats in Zwitserland. Schotland kroonde zich tot wereldkampioen door Canada in de finale te verslaan. Tsjechië won het brons. In 2018 kroonde Canada zich in eigen land tot wereldkampioen, door in de finale Spanje te verslaan. Rusland kaapte het brons weg. Een jaar later verlengde Canada zijn wereldtitel. Duitsland en Noorwegen vervolledigden het podium.

In 2020 en 2021 werd het wereldkampioenschap niet gehouden vanwege de COVID-19-pandemie. Canada behaalde zijn derde wereldtitel in het jaar daarop. Zilver was er voor Schotland en Zwitserland behaalde zijn eerste medaille in 2022, brons. Ook in 2023 vond het WK plaats in Schotland. Zweden werd voor het eerst wereldkampioen.

## Erelijst
| Jaar | Plaats                |  | Goud      | Zilver    | Brons       |
| ---- | --------------------- |  | --------- | --------- | ----------- |
| 2015 | Bern, Zwitserland     |  | Noorwegen | Zweden    | China       |
| 2016 | Kazan, Rusland        |  | Rusland   | Zweden    | Schotland   |
| 2017 | Champéry, Zwitserland |  | Schotland | Canada    | Tsjechië    |
| 2018 | Kelowna, Canada       |  | Canada    | Spanje    | Rusland     |
| 2019 | Aberdeen, Schotland   |  | Canada    | Duitsland | Noorwegen   |
| 2022 | Aberdeen, Schotland   |  | Canada    | Schotland | Zwitserland |
| 2023 | Aberdeen, Schotland   |  | Zweden    | Spanje    | Canada      |
| 2024 | Aberdeen, Schotland   |  | Zweden    | Japan     | Zwitserland |

## Medaillespiegel
| Plaats | Land        | Goud | Zilver | Brons | Totaal |
| 1      | Canada      | 3    | 1      | 1     | 5      |
| 2      | Zweden      | 2    | 2      | 0     | 4      |
| 3      | Schotland   | 1    | 1      | 1     | 3      |
| 4      | Spanje      | 0    | 2      | 1     | 3      |
| 4      | Rusland     | 1    | 0      | 1     | 2      |
| 6      | Noorwegen   | 1    | 0      | 1     | 2      |
| 7      | Japan       | 0    | 1      | 0     | 1      |
| 8      | Duitsland   | 0    | 1      | 0     | 1      |
| 9      | China       | 0    | 0      | 1     | 1      |
| 9      | Tsjechië    | 0    | 0      | 1     | 1      |
| 9      | Zwitserland | 0    | 0      | 1     | 1      |
| Totaal | Totaal      | 8    | 8      | 8     | 24     |